# Montigny-sur-Canne
Montigny-sur-Canne is een gemeente in het Franse departement Nièvre (regio Bourgogne-Franche-Comté) en telt 167 inwoners (2009). De plaats maakt deel uit van het arrondissement Château-Chinon (Ville).

## Geografie
De oppervlakte van Montigny-sur-Canne bedraagt 30,0 km², de bevolkingsdichtheid is 5,5 inwoners per km².
De onderstaande kaart toont de ligging van Montigny-sur-Canne met de belangrijkste infrastructuur en aangrenzende gemeenten.

## Demografie
Onderstaande figuur toont het verloop van het inwonertal (bron: INSEE-tellingen).